# アハ体験

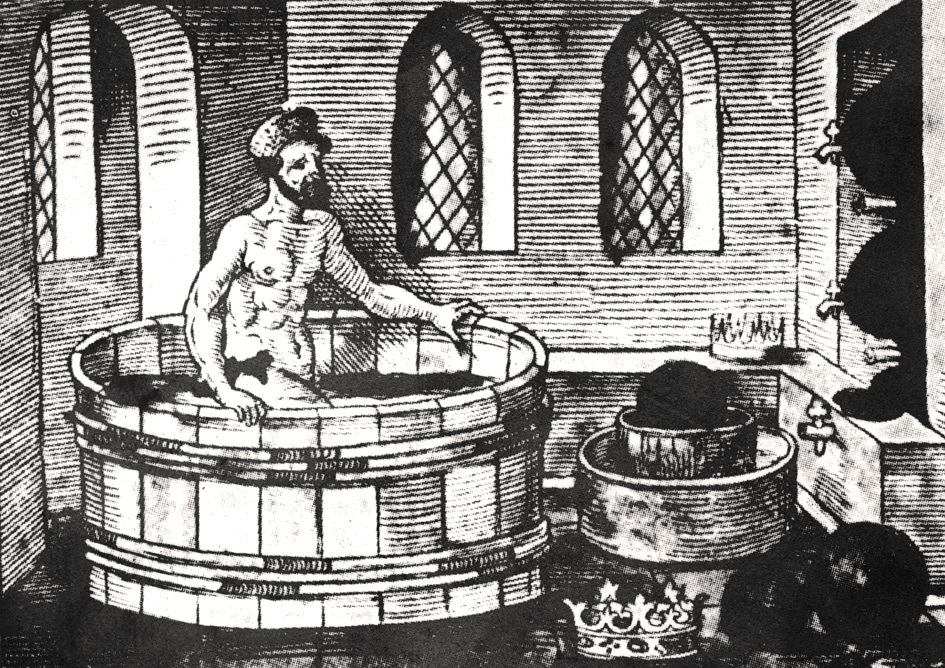
アルキメデスが風呂で入浴している時の「ひらめき」（エウレカ）の瞬間を描いた16世紀の木版画

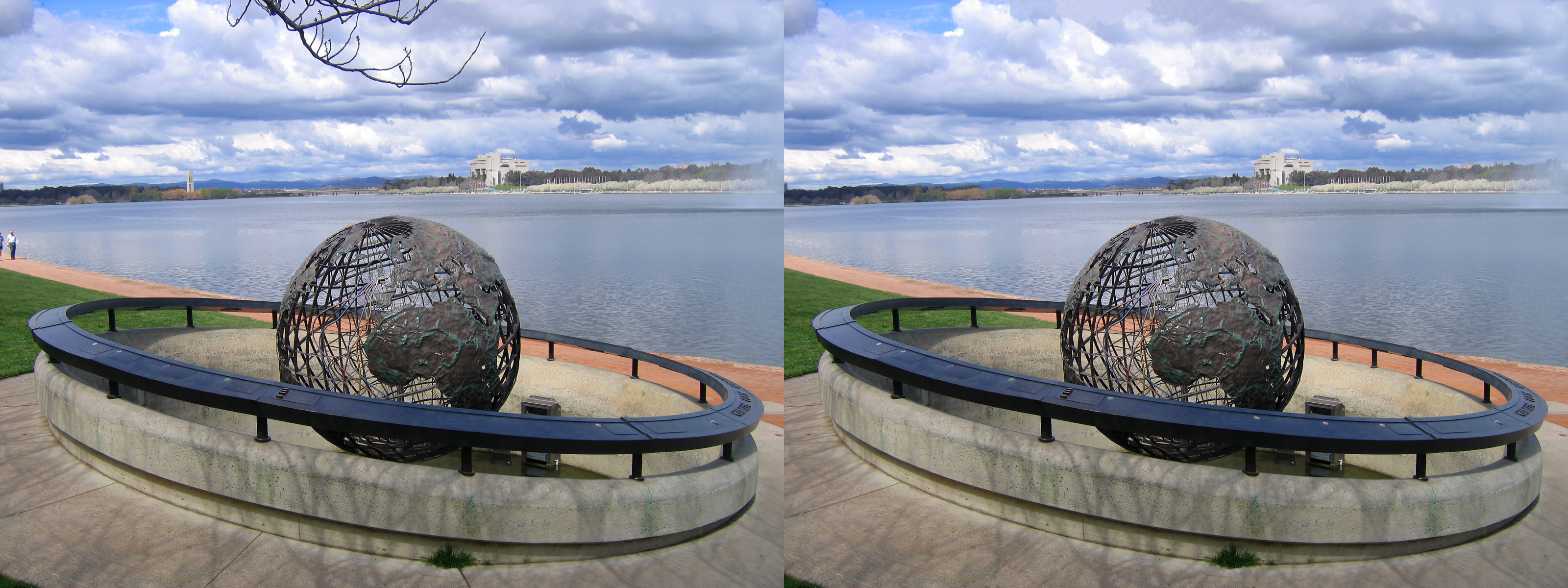
「間違い探し」パズルが、よくアハ体験の事例として取り上げられている。

アハ体験（ドイツ語: Aha-Erlebnis）とは、ドイツの心理学者カール・ビューラーが提唱した心理学上の概念で、未知の物事に関する知覚関係を瞬間的に認識する事を指している。洞察を研究する心理学では、認知過程が完了した後に現れる特徴として、その体験がしばしば現れるとされる。
最新のアハ体験への理論的根拠は4つの特徴から導かれる。第一に、アハ体験は突然起こる。第二に、問題解決がスムーズに行われる。第三に、アハ体験は肯定的な感情を引き起こす（ビューラーは歓喜 (Lustbetonung) としている）。第四に、閃いた人はその閃きの正確さに疑いを持たない。
しかし、これらの4つの特性は、研究上では、分割されておらず、お互い結びついている。と言うのは高度な円滑な処理は、突然それが予想外に起こると、肯定的感情が昂る様な評価に導くのみならず、判断に対してより高い正確性、若しくは真偽の洞察をももたらすためである。
一般的に、アハ体験はドイツ語で “Der Groschen ist gefallen”（硬貨が落ちる = 腑に落ちる）と言われる事がある。
アハ体験は普遍的に見えるが、多くの言語で対応する表現が無い。その為、ドイツ語の概念が他の言語に取り入れられた。
フランスの精神分析家ジャック・ラカン (Jacques Lacan) の鏡像段階論でも採用されている。英語圏ではエウレカ効果 (Eureka effect) や aha! moment という表現が同義語として使われている。